# Nilea pacta
Nilea pacta är en tvåvingeart som beskrevs av Villeneuve 1932. Nilea pacta ingår i släktet Nilea och familjen parasitflugor. Inga underarter finns listade i Catalogue of Life.